# Église Saint-Pierre de Fontenailles
L'église Saint-Pierre était une église catholique située à Longues-sur-Mer, en France.

## Localisation
L'église était située dans le département français du Calvados, sur la commune de Longues-sur-Mer.

## Historique
L'édifice datait du XIIe siècle. 
L'église est inscrite au titre des monuments historiques le 16 mai 1927.
Longues-sur-Mer, située à la limite des secteurs américain et anglo-canadien, subit de gros dégâts pendant les jours du débarquement.
L'église a été détruite lors de la bataille de Normandie.

## Architecture

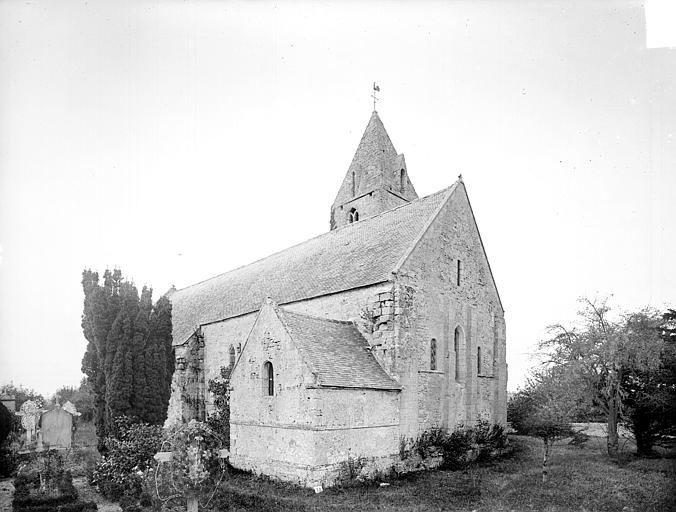
Photographie ancienne de l'édifice, par Henri Heuzé
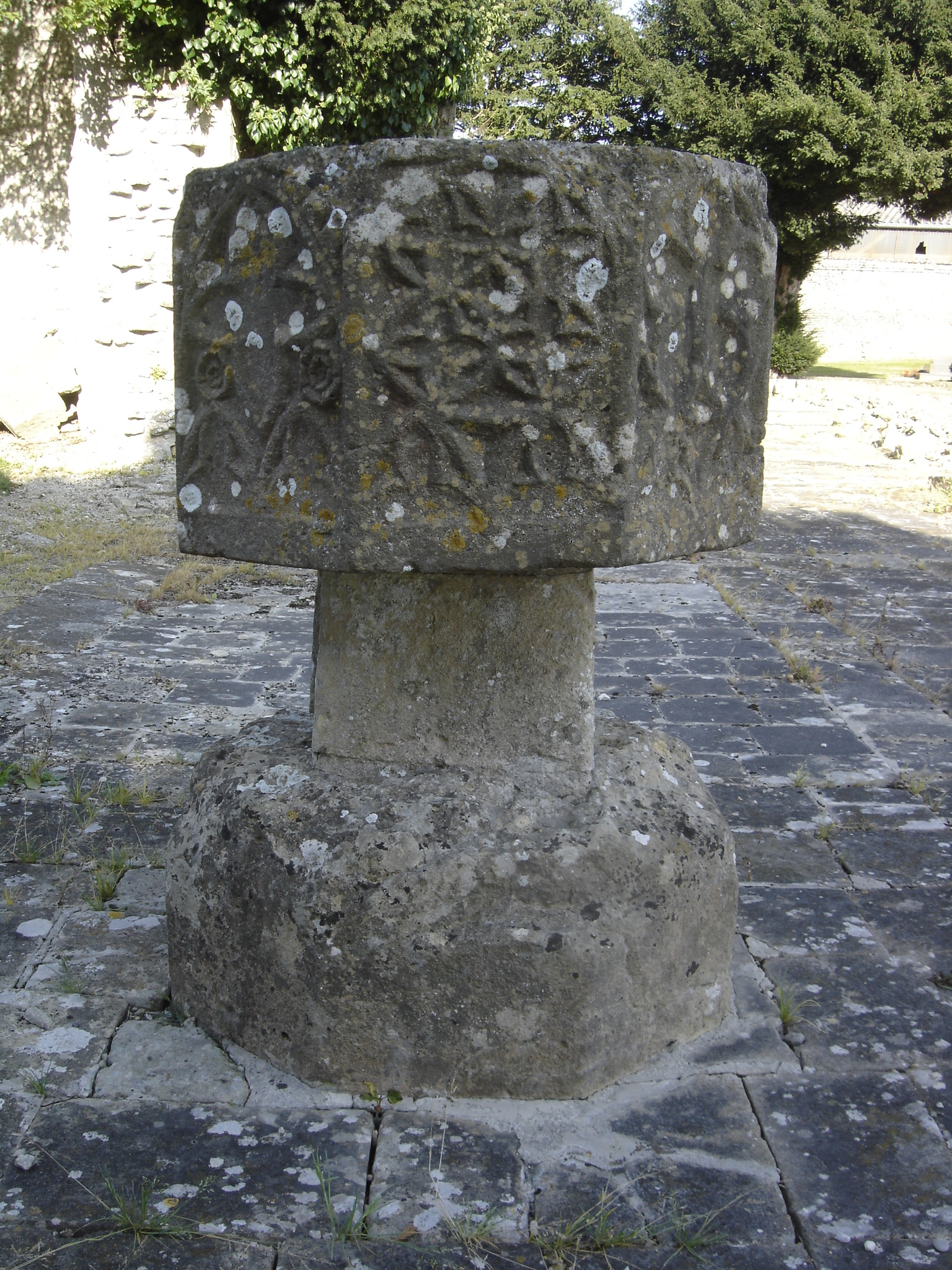
Fonts baptismaux de l'église de Fontenailles